# Wortproblem (Berechenbarkeitstheorie)
Als Wortproblem einer formalen Sprache bezeichnet man in der Theoretischen Informatik das Entscheidungsproblem, zu einem gegebenen Wort festzustellen, ob dieses zur Sprache gehört oder nicht. Das Wortproblem einer Sprache {\displaystyle L} ist entscheidbar, wenn ihre charakteristische Funktion {\displaystyle \chi _{L}} berechenbar ist, welche definiert ist durch
{\displaystyle \chi _{L}\colon \Sigma ^{\ast }\to \{0,1\};\ w\mapsto {\begin{cases}1,&{\text{falls }}w\in L\\0,&{\text{sonst}}\end{cases}}}
Die Sprache {\displaystyle L} hat also ein entscheidbares Wortproblem, wenn es einen Algorithmus gibt, der in endlicher Zeit herausfindet, ob {\displaystyle w\in L} oder nicht. Jedes Entscheidungsproblem lässt sich als Wortproblem einer formalen Sprache codieren.
Die Schwierigkeit des Wortproblems hängt von der zugrunde gelegten Klasse der Sprachen ab. Für die Chomsky-Hierarchie ist bekannt:
- Das Wortproblem für Typ-0-Sprachen ist rekursiv aufzählbar und nicht entscheidbar.
- Das Wortproblem für Typ-1-Sprachen ist entscheidbar.[1] Der Zeitbedarf ist höchstens exponentiell, die Platzkomplexität ist exakt linear. Damit ist insbesondere das Wortproblem für weiter eingeschränkte Sprachklassen ebenfalls entscheidbar.
- Das Wortproblem für Typ-2-Sprachen ist durch den Cocke-Younger-Kasami-Algorithmus lösbar (setzt Chomsky-Normalform voraus), oder auch durch den Earley-Algorithmus (setzt Epsilon-freie Grammatik voraus). Der Zeitbedarf ist höchstens kubisch, die Platzkomplexität ist höchstens quadratisch.
- Das Wortproblem für Typ-3-Sprachen ist durch deterministische endliche Automaten lösbar. Die Zeitkomplexität des Problems ist linear, die Platzkomplexität ist konstant.